# Любимовский поселковый совет
Любимовский поселковый совет (укр. Любимівська селищна рада) — входит в состав
Каховского района
Херсонской области
Украины.
Административный центр поселкового совета находится в 
пгт Любимовка.

## История
- 1804 — дата образования.

## Населённые пункты совета
- пгт Любимовка
- пос. Заветное